# NBA Coach of the Year Award
De NBA Coach of the Year Award is een jaarlijkse basketbalprijs uitgereikt in de National Basketball Association sinds het seizoen 1962/63. De winnaar ontvangt de Red Auerbach Trophy vernoemd naar Red Auerbach die met de Boston Celtics negen keer kampioen werd. De stemming gebeurd door sportjournalisten uit de Verenigde Staten en Canada die elk een top drie kunnen maken.

## Erelijst
| Seizoen | Coach              | Nationaliteit    | Club                    | W-L   |
| ------- | ------------------ | ---------------- | ----------------------- | ----- |
| 1962/63 | Harry Gallatin     | Verenigde Staten | St. Louis Hawks         | 48–32 |
| 1963/64 | Alex Hannum        | Verenigde Staten | San Francisco Warriors  | 48–32 |
| 1964/65 | Red Auerbach       | Verenigde Staten | Boston Celtics          | 62–18 |
| 1965/66 | Dolph Schayes      | Verenigde Staten | Philadelphia 76ers      | 55–25 |
| 1966/67 | Johnny Kerr        | Verenigde Staten | Chicago Bulls           | 33–48 |
| 1967/68 | Richie Guerin      | Verenigde Staten | St. Louis Hawks         | 56–26 |
| 1968/69 | Gene Shue          | Verenigde Staten | Baltimore Bullets       | 57–25 |
| 1969/70 | Red Holzman        | Verenigde Staten | New York Knicks         | 60–22 |
| 1970/71 | Dick Motta         | Verenigde Staten | Chicago Bulls           | 51–31 |
| 1971/72 | Bill Sharman       | Verenigde Staten | Los Angeles Lakers      | 69–13 |
| 1972/73 | Tom Heinsohn       | Verenigde Staten | Boston Celtics          | 68–14 |
| 1973/74 | Ray Scott          | Verenigde Staten | Detroit Pistons         | 52–30 |
| 1974/75 | Phil Johnson       | Verenigde Staten | Kansas City-Omaha Kings | 44–38 |
| 1975/76 | Bill Fitch         | Verenigde Staten | Cleveland Cavaliers     | 49–33 |
| 1976/77 | Tom Nissalke       | Verenigde Staten | Houston Rockets         | 49–33 |
| 1977/78 | Hubie Brown        | Verenigde Staten | Atlanta Hawks           | 41–41 |
| 1978/79 | Cotton Fitzsimmons | Verenigde Staten | Kansas City Kings       | 48–34 |
| 1979/80 | Bill Fitch         | Verenigde Staten | Boston Celtics          | 61–21 |
| 1980/81 | Jack McKinney      | Verenigde Staten | Indiana Pacers          | 44–38 |
| 1981/82 | Gene Shue          | Verenigde Staten | Washington Bullets      | 43–39 |
| 1982/83 | Don Nelson         | Verenigde Staten | Milwaukee Bucks         | 51–31 |
| 1983/84 | Frank Layden       | Verenigde Staten | Utah Jazz               | 45–37 |
| 1984/85 | Don Nelson         | Verenigde Staten | Milwaukee Bucks         | 59–23 |
| 1985/86 | Mike Fratello      | Verenigde Staten | Atlanta Hawks           | 50–32 |
| 1986/87 | Mike Schuler       | Verenigde Staten | Portland Trail Blazers  | 49–33 |
| 1987/88 | Doug Moe           | Verenigde Staten | Denver Nuggets          | 54–28 |
| 1988/89 | Cotton Fitzsimmons | Verenigde Staten | Phoenix Suns            | 55–27 |
| 1989/90 | Pat Riley          | Verenigde Staten | Los Angeles Lakers      | 63–19 |
| 1990/91 | Don Chaney         | Verenigde Staten | Houston Rockets         | 52–30 |
| 1991/92 | Don Nelson         | Verenigde Staten | Golden State Warriors   | 55–27 |
| 1992/93 | Pat Riley          | Verenigde Staten | New York Knicks         | 60–22 |
| 1993/94 | Lenny Wilkens      | Verenigde Staten | Atlanta Hawks           | 57–25 |
| 1994/95 | Del Harris         | Verenigde Staten | Los Angeles Lakers      | 48–34 |
| 1995/96 | Phil Jackson       | Verenigde Staten | Chicago Bulls           | 72–10 |
| 1996/97 | Pat Riley          | Verenigde Staten | Miami Heat              | 61–21 |
| 1997/98 | Larry Bird         | Verenigde Staten | Indiana Pacers          | 58–24 |
| 1998/99 | Mike Dunleavy      | Verenigde Staten | Portland Trail Blazers  | 35–15 |
| 1999/00 | Doc Rivers         | Verenigde Staten | Orlando Magic           | 41–41 |
| 2000/01 | Larry Brown        | Verenigde Staten | Philadelphia 76ers      | 56–26 |
| 2001/02 | Rick Carlisle      | Verenigde Staten | Detroit Pistons         | 50–32 |
| 2002/03 | Gregg Popovich     | Verenigde Staten | San Antonio Spurs       | 60–22 |
| 2003/04 | Hubie Brown        | Verenigde Staten | Memphis Grizzlies       | 50–32 |
| 2004/05 | Mike D'Antoni      | Verenigde Staten | Phoenix Suns            | 62–20 |
| 2005/06 | Avery Johnson      | Verenigde Staten | Dallas Mavericks        | 60–22 |
| 2006/07 | Sam Mitchell       | Verenigde Staten | Toronto Raptors         | 47–35 |
| 2007/08 | Byron Scott        | Verenigde Staten | New Orleans Hornets     | 56–26 |
| 2008/09 | Mike Brown         | Verenigde Staten | Cleveland Cavaliers     | 66–16 |
| 2009/10 | Scott Brooks       | Verenigde Staten | Oklahoma City Thunder   | 50–32 |
| 2010/11 | Tom Thibodeau      | Verenigde Staten | Chicago Bulls           | 62–20 |
| 2011/12 | Gregg Popovich     | Verenigde Staten | San Antonio Spurs       | 50–16 |
| 2012/13 | George Karl        | Verenigde Staten | Denver Nuggets          | 57–25 |
| 2013/14 | Gregg Popovich     | Verenigde Staten | San Antonio Spurs       | 62–20 |
| 2014/15 | Mike Budenholzer   | Verenigde Staten | Atlanta Hawks           | 60–22 |
| 2015/16 | Steve Kerr         | Verenigde Staten | Golden State Warriors   | 73–9  |
| 2016/17 | Mike D'Antoni      | Verenigde Staten | Houston Rockets         | 55–27 |
| 2017/18 | Dwane Casey        | Verenigde Staten | Toronto Raptors         | 59–23 |
| 2018/19 | Mike Budenholzer   | Verenigde Staten | Milwaukee Bucks         | 60–22 |
| 2019/20 | Nick Nurse         | Verenigde Staten | Toronto Raptors         | 46–18 |
| 2020/21 | Tom Thibodeau      | Verenigde Staten | New York Knicks         | 41–31 |
| 2021/22 | Monty Williams     | Verenigde Staten | Phoenix Suns            | 64–18 |
| 2022/23 | Mike Brown         | Verenigde Staten | Sacramento Kings        | 48–34 |
| 2023/24 | Mark Daigneault    | Verenigde Staten | Oklahoma City Thunder   | 57–25 |
| 2024/25 | Kenny Atkinson     | Verenigde Staten | Cleveland Cavaliers     | 64–18 |

## Meervoudige winnaars
| Aantal | Coach              | Clubs                                                       | Jaren            |
| ------ | ------------------ | ----------------------------------------------------------- | ---------------- |
| 3      | Don Nelson         | Milwaukee Bucks (2), Golden State Warriors (1)              | 1983, 1985, 1992 |
| 3      | Pat Riley          | Los Angeles Lakers (1), New York Knicks (1), Miami Heat (1) | 1990, 1993, 1997 |
| 3      | Gregg Popovich     | San Antonio Spurs                                           | 2003, 2012, 2014 |
| 2      | Gene Shue          | Baltimore Bullets (1), Washington Bullets (1)               | 1969, 1982       |
| 2      | Bill Fitch         | Cleveland Cavaliers (1), Boston Celtics (1)                 | 1976, 1980       |
| 2      | Hubie Brown        | Atlanta Hawks (1), Memphis Grizzlies (1)                    | 1978, 2004       |
| 2      | Cotton Fitzsimmons | Kansas City Kings (1), Phoenix Suns (1)                     | 1979, 1989       |
| 2      | Mike D'Antoni      | Phoenix Suns (1), Houston Rockets (1)                       | 2005, 2017       |
| 2      | Mike Budenholzer   | Atlanta Hawks (1), Milwaukee Bucks (1)                      | 2015, 2019       |
| 2      | Tom Thibodeau      | Chicago Bulls (1), New York Knicks (1)                      | 2011, 2021       |
| 2      | Mike Brown         | Cleveland Cavaliers (1), Sacramento Kings (1)               | 2009, 2023       |

## Winnaars per club
| Aantal | Club                                                        | Jaren                              |
| ------ | ----------------------------------------------------------- | ---------------------------------- |
| 6      | Atlanta Hawks/St. Louis Hawks                               | 1963, 1968, 1978, 1986, 1994, 2015 |
| 4      | Chicago Bulls                                               | 1967, 1971, 1996, 2011             |
| 3      | Boston Celtics                                              | 1965, 1973, 1980                   |
| 3      | Los Angeles Lakers                                          | 1972, 1990, 1995                   |
| 3      | San Antonio Spurs                                           | 2003, 2012, 2014                   |
| 3      | Golden State Warriors                                       | 1964, 1992, 2016                   |
| 3      | Houston Rockets                                             | 1977, 1991, 2017                   |
| 3      | Milwaukee Bucks                                             | 1983, 1985, 2019                   |
| 3      | Toronto Raptors                                             | 2007, 2018, 2020                   |
| 3      | New York Knicks                                             | 1970, 1993, 2021                   |
| 3      | Phoenix Suns                                                | 1989, 2005, 2022                   |
| 3      | Sacramento Kings/Kansas City–Omaha Kings                    | 1975, 1979, 2023                   |
| 3      | Cleveland Cavaliers                                         | 1976, 2009, 2025                   |
| 2      | Washington Wizards / Baltimore Bullets / Washington Bullets | 1969, 1982                         |
| 2      | Indiana Pacers                                              | 1981, 1998                         |
| 2      | Portland Trail Blazers                                      | 1987, 1999                         |
| 2      | Philadelphia 76ers                                          | 1966, 2001                         |
| 2      | Detroit Pistons                                             | 1974, 2002                         |
| 2      | Denver Nuggets                                              | 1988, 2013                         |
| 2      | Oklahoma City Thunder                                       | 2010, 2024                         |
| 1      | Utah Jazz                                                   | 1984                               |
| 1      | Miami Heat                                                  | 1997                               |
| 1      | Orlando Magic                                               | 2000                               |
| 1      | Memphis Grizzlies                                           | 2004                               |
| 1      | Dallas Mavericks                                            | 2006                               |
| 1      | New Orleans Pelicans/New Orleans Hornets                    | 2008                               |